# ジャン＝ピエール・ノルブラン・ド・ラ・グルデーヌ

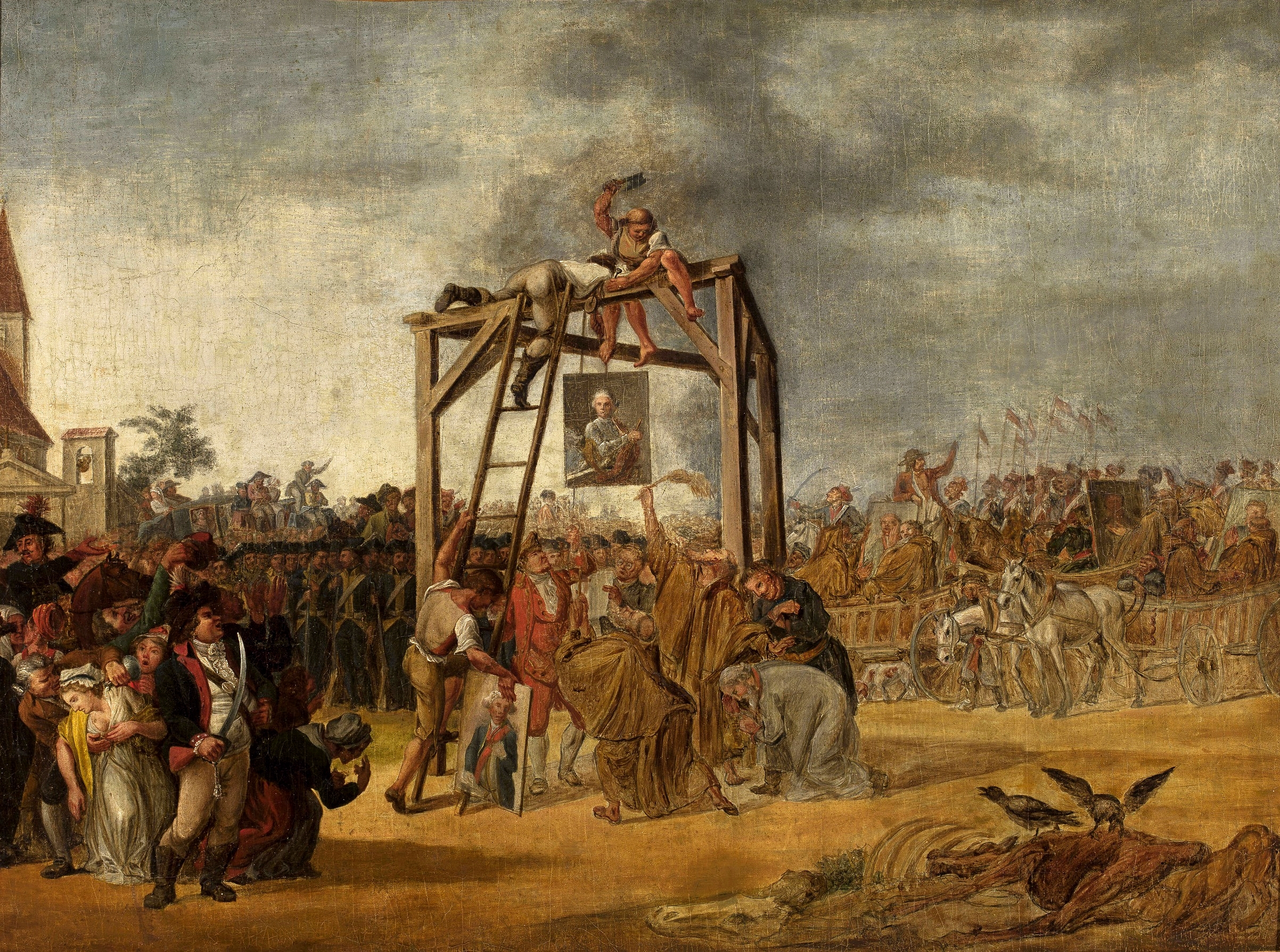
「ワルシャワの古市場町での反逆者の処刑」ノルブランの同時代を扱った作品の一つ。コシチュシュコ蜂起の最中、第2次ポーランド分割の原因を作ったタルゴヴィツァ連盟の参加者が、国家の敵として処刑された。もし連盟のメンバーが捕まらなかった場合は、この絵のように肖像画が代わりに「絞首刑」を受けた。

ジャン＝ピエール・ノルブラン・ド・ラ・グルデーヌ（フランス語：Jean-Pierre Norblin de La Gourdaine、1745年7月15日 - 1830年2月23日）は、フランス出身の画家、素描家、彫刻家、風刺画家。1774年から1804年まで30年のあいだポーランドで暮らし、同国で市民権を得ていた。ポーランドではヤン・ピョトル・ノルブリン（ポーランド語：Jan Piotr Norblin）の名前で知られる。
ノルブランはポーランドの啓蒙主義時代において最も重要な画家として知られる。彼の画家としての成功はポーランドで実現したもので、作品の受注者はポーランドの最も有力な貴族家門であった。ノルブランは19世紀の始めまでパリに帰ることはなかった。彼の作品のスタイルはアントワーヌ・ヴァトーの影響を受けたことを示しており、また「雅なる宴」や「田園の合奏」といった華やかな主題と結びつきの強いロココ様式を、逆に日常生活の情景やジャーナリスティックな視点から捉えた政治的な事件と組み合わせるものであった。ノルブランはポーランドを去る直前、同国の全社会階層の類型を描いた一連の肖像画群を制作した。

## 生涯
ノルブランは1745年にミシー＝シュル＝ヨンヌで生れ、1760年代前半に画家として生計を立て始めた（判明している最初の作品は1763年に描かれている）。その後、彼はレンブラントやヴァトーに影響されるようになった。1769年頃、ノルブランはフランチェスコ・カサノヴァ（色事師ジャコモ・カサノヴァの弟）の工房に弟子入りし、1769年から1770年までパリの王立絵画彫刻アカデミーに在籍し、1770年から1771年までルイ＝ミシェル・ヴァン・ローやジョゼフ＝マリー・ヴィアンに師事した。1771年から1772年頃までは、ノルブランはパリ、ロンドン、ドレスデン、スパで仕事をこなし、おそらくこの時期はクリスティアン・ヴィルヘルム・エルンスト・ディートリヒの工房にいた。1772年、ノルブランはポーランドのアダム・カジミェシュ・チャルトリスキ公爵と出会い、その後2年のあいだ公爵の旅行の伴をしたうえ、公爵に誘われるままポーランドへとやってきた。1774年から、ノルブランはポーランド有数のマグナートであるチャルトリスキ家お抱えの宮廷画家、そして同家の子女たちの家庭教師を務めることになった。彼の初期作品で最も有名なのはイグナツィ・クラシツキの疑似英雄詩「ムィシェイダ」のために描いた挿絵であった。彼はプワヴィやポヴォンスキといったチャルトリスキ家の領地で絵画制作や室内装飾にいそしんだ。後にはニェボルフにあったラジヴィウ家のアルカディア宮殿の装飾を依頼されたり、ポーランド王スタニスワフ・アウグスト・ポニャトフスキからの仕事の依頼も舞い込んでいる。
1790年、ノルブランはワルシャワに移り、ここで個人経営の美術学校を開いた。同市に移住したことにより、ノルブランはポーランド・リトアニア共和国末期の歴史的な諸事件をその目で見ることになり、それらの事件を自らの筆で活写する機会を得た。彼は素早いデッサンで5月3日憲法の成立とその廃止までの経過を描き、その直後に起きたコシチュシュコ蜂起の生き証人となり、絵画によって蜂起の様子を記録するなど、この時期に起きた大事件の数々を絵画を通じて不滅のものにした。彼が作品として描いたのは1794年4月のワルシャワ蜂起から、それに続くワルシャワの旧市場町でのタルゴヴィツァ連盟参加者たちの処刑、ラツワヴィツェの戦い、そしてプラガの虐殺までであった。ノルブランは1804年にフランスに帰国した後もポーランドでの体験や経験をもとにした絵画制作を続けたが、ナポレオン戦争など自国の同時代の出来事をも描いた。ノルブランは1830年にパリで没した。
ノルブランのポーランド人の弟子の中では、アレクサンデル・オルウォフスキ、ミハウ・プウォンスキ、ヤン・ルステムらが有名である。

## 作品

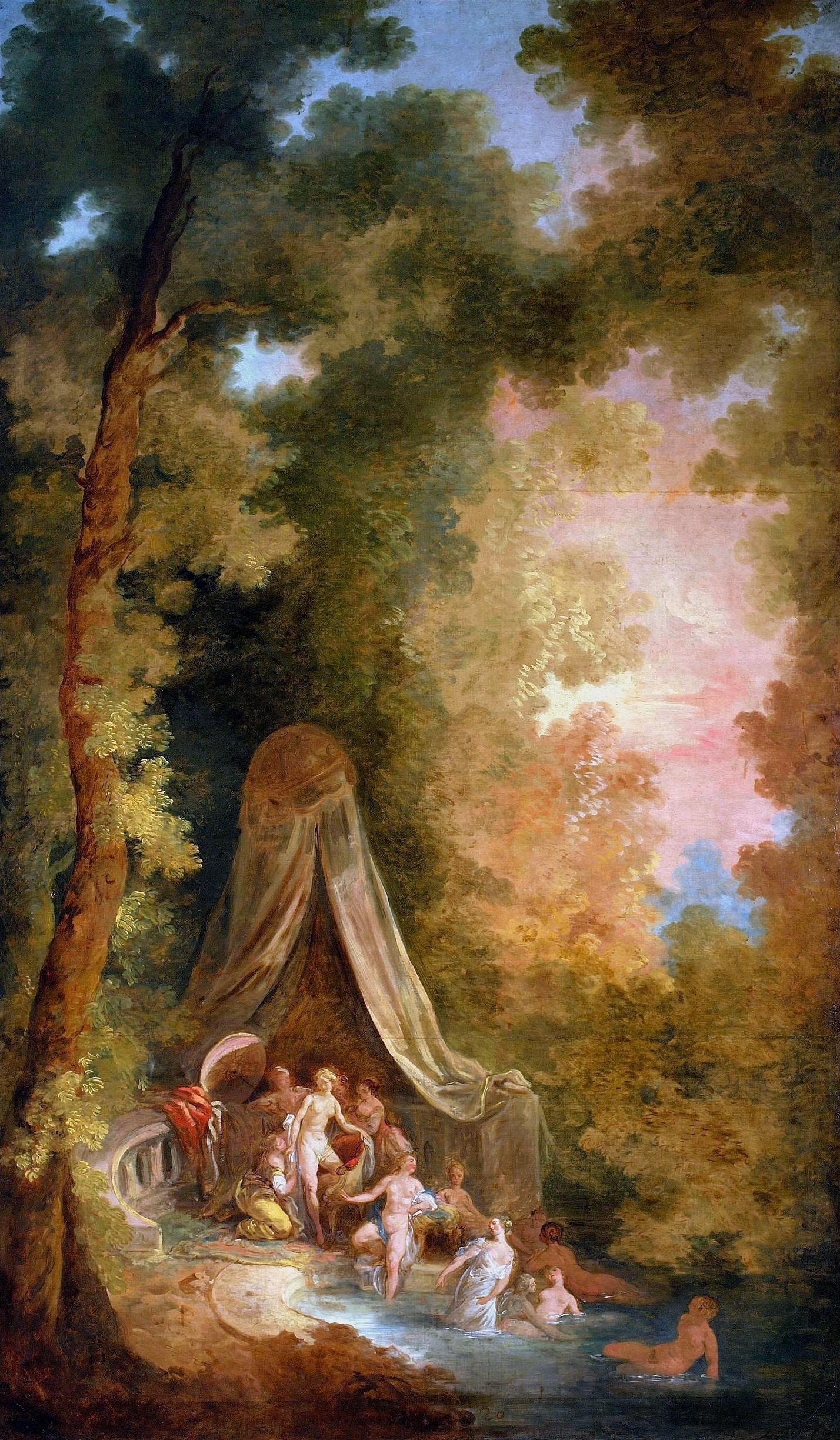
公園での水浴び
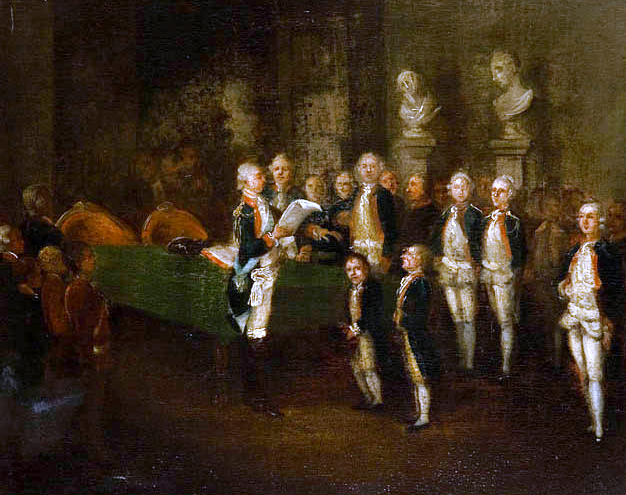
士官候補生の前のアダム・カジミェシュ・チャルトリスキ
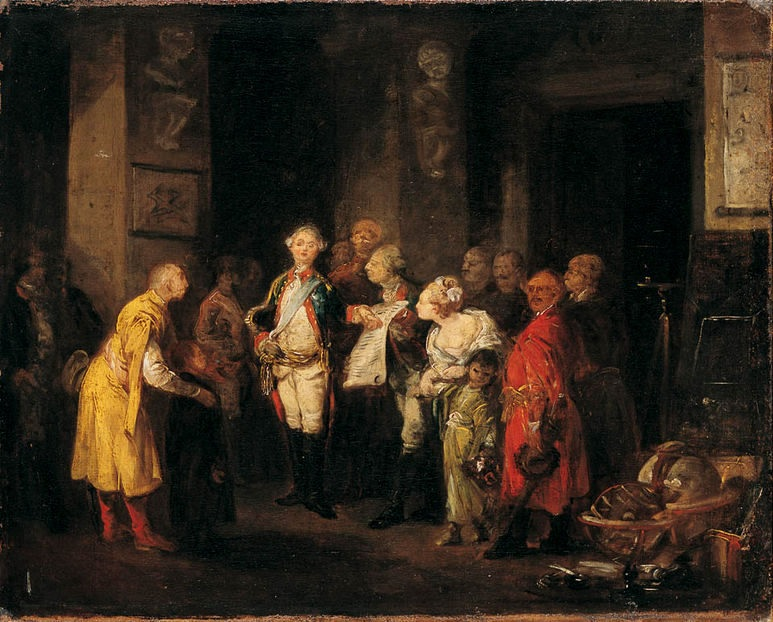
スタニスワフ・アウグスト・ポニャトフスキ